# Volta à Polónia de 2011
A 68.ª edição do Volta à Polónia disputou-se entre 31 de julho e 6 de agosto de 2011 e contou com um percurso de 1 110,9 km distribuídos em sete etapas, desde Pruszków até Cracóvia.
A corrida fez parte do calendário UCI WorldTour de 2011 e foi vencida pelo corredor Peter Sagan (quem ademais fez-se com duas etapas e com a classificação por pontos). Acompanharam-lhe no pódio Daniel Martin (vencedor de uma etapa) e Marco Marcato, respectivamente.
Nas outras classificações secundárias impuseram-se Michał Gołaś (montanha), Adrian Kurek (metas volantes) e Vacansoleil-DCM (equipas).

## Equipas participantes
Tomaram parte na corrida 22 equipas: os 18 de categoria UCI ProTour (ao ser obrigada sua participação); mais 3 de categoria Profissional Continental mediante convite da organização (Skil-Shimano, De Rosa-Ceramica Flaminia e CCC Polsat Polkowice); e uma selecção da Polónia (com corredores de equipas dos Circuitos Continentais da UCI) baixo o nome de Reprezentacja Polski. Formando assim um pelotão de 184 ciclistas, com 8 corredores a cada equipa, dos que acabaram 134. As equipas participantes foram:
| Equipes ProTeam (18)- Ag2r La Mondiale - Astana - BMC Racing Team - Euskaltel-Euskadi - Garmin-Cervélo - HTC-Highroad - Katusha - Lampre-ISD - Leopard-Trek - Liquigas-Cannondale - Movistar Team - Omega Pharma-Lotto - Quick Step Cycling Team - Rabobank - Team RadioShack - Saxo Bank-Sungard - Sky ProCycling - Vacansoleil-DCM Equipes profissionais Continentais (3)- CCC Polsat Polkowice - Skil-Shimano - De Rosa-Ceramica Flaminia Equipe nacional- Polónia |
| |

## Etapas
| Etapa | Data    | Percurso                                       | type           | Distância (km) | Vencedor      | Líder geral   |
| ----- | ------- | ---------------------------------------------- | -------------- | -------------- | ------------- | ------------- |
| 1     | 31 jul. | Pruszków – Varsóvia                            | etapa plana    | 101,5          | Marcel Kittel | Marcel Kittel |
| 2     | 1 ago.  | Częstochowa – Dąbrowa Górnicza                 | etapa plana    | 159,6          | Marcel Kittel | Marcel Kittel |
| 3     | 2 ago.  | Będzin – Katowice                              | etapa plana    | 135,7          | Marcel Kittel | Marcel Kittel |
| 4     | 3 ago.  | Oświęcim – Cieszyn                             | média montanha | 176,9          | Peter Sagan   | Peter Sagan   |
| 5     | 4 ago.  | Zakopane – Zakopane                            | alta montanha  | 201,5          | Peter Sagan   | Peter Sagan   |
| 6     | 5 ago.  | Terma Bukovina – Comuna de Bukowina Tatrzańska | alta montanha  | 207,7          | Daniel Martin | Daniel Martin |
| 7     | 6 ago.  | Cracóvia – Cracóvia                            | etapa plana    | 128            | Marcel Kittel | Peter Sagan   |

## Classificações finais

### Classificação geral
| \| Classificação geral \| Classificação geral \| Classificação geral \| Classificação geral \| Classificação geral \| \| Ciclista \| Ciclista \| Equipe \| Tempo \| \| \| ------------------- \| ------------------- \| -------------------- \| ------------------- \| ------------------- \| \| 1. \| Peter Sagan \| Liquigas-Cannondale \| 26h40m01s \| \| \| 2. \| Daniel Martin \| Garmin-Cervélo \| + 6s \| \| \| 3. \| Marco Marcato \| Vacansoleil-DCM \| + 7s \| \| \| 4. \| Wout Poels \| Vacansoleil-DCM \| + 23s \| \| \| 5. \| Peter Kennaugh \| Team Sky \| + 25s \| \| \| 6. \| Rinaldo Nocentini \| AG2R La Mondiale \| + 28s \| \| \| 7. \| Bartosz Huzarski \| NetApp \| + 28s \| \| \| 8. \| Christophe Riblon \| AG2R La Mondiale \| + 28s \| \| \| 9. \| Steve Cummings \| Team Sky \| + 28s \| \| \| 10. \| Marek Rutkiewicz \| CCC Polsat Polkowice \| + 32s \| \| |                   |                      |           |
| |                   |                      |           |
| Fonte: ProCyclingStats |                   |                      |           |
| Classificação geral |                   |                      |           |
| Ciclista | Ciclista          | Equipe               | Tempo     |
| 1. | Peter Sagan       | Liquigas-Cannondale  | 26h40m01s |
| 2. | Daniel Martin     | Garmin-Cervélo       | + 6s      |
| 3. | Marco Marcato     | Vacansoleil-DCM      | + 7s      |
| 4. | Wout Poels        | Vacansoleil-DCM      | + 23s     |
| 5. | Peter Kennaugh    | Team Sky             | + 25s     |
| 6. | Rinaldo Nocentini | AG2R La Mondiale     | + 28s     |
| 7. | Bartosz Huzarski  | NetApp               | + 28s     |
| 8. | Christophe Riblon | AG2R La Mondiale     | + 28s     |
| 9. | Steve Cummings    | Team Sky             | + 28s     |
| 10. | Marek Rutkiewicz  | CCC Polsat Polkowice | + 32s     |

### Classificação da montanha
| Posição | Ciclista            | Equipa                    | Pontos |
| ------- | ------------------- | ------------------------- | ------ |
|         | Michał Gołaś        | Vacansoleil-DCM           | 85     |
| 2       | Patxi Vila          | De Rosa-Ceramica Flaminia | 47     |
| 3       | Ruslan Pidgornyy    | Vacansoleil-DCM           | 45     |
| 4       | Jacek Morajko       | CCC Polsat Polkowice      | 36     |
| 5       | Bartłomiej Matysiak | CCC Polsat Polkowice      | 33     |

### Classificação por pontos
| Posição | Ciclista          | Equipa              | Pontos |
| ------- | ----------------- | ------------------- | ------ |
|         | Peter Sagan       | Liquigas-Cannondale | 99     |
| 2       | Marco Marcato     | Vacansoleil-DCM     | 89     |
| 3       | Marcel Kittel     | Skil-Shimano        | 80     |
| 4       | Romain Feillu     | Vacansoleil-DCM     | 77     |
| 5       | Heinrich Haussler | Garmin-Cervélo      | 75     |

### Classificação das metas volantes
| Posição | Ciclista            | Equipa                    | Pontos |
| ------- | ------------------- | ------------------------- | ------ |
|         | Adrian Kurek        | Reprezentacja Polski      | 13     |
| 2       | Gianluca Maggiore   | De Rosa-Ceramica Flaminia | 10     |
| 3       | Marco Marcato       | Vacansoleil-DCM           | 8      |
| 4       | Arkimedes Arguelles | Katusha                   | 6      |
| 5       | Bartłomiej Matysiak | CCC Polsat Polkowice      | 5      |

### Classificação por equipas
| Posição | Equipa               | Tempo       |
| ------- | -------------------- | ----------- |
|         | Vacansoleil-DCM      | 80h 01' 23" |
| 2       | Sky                  | + 12"       |
| 3       | AG2R La Mondiale     | + 2' 31"    |
| 4       | CCC Polsat Polkowice | + 4' 34"    |
| 5       | Leopard Trek         | + 4' 44"    |

## Evolução das classificações
| Etapa                 | Vencedor              | Classificação geral Żoułta koszulka | Classificação da montanha Klasyfikacja górska | Classificação por pontos Klasyfikacja punktowa | Classificação de as metas volantes Klasyfikacja najaktywniejszych | Classificação por equipas Klasyfikacja drużynowa |
| --------------------- | --------------------- | ----------------------------------- | --------------------------------------------- | ---------------------------------------------- | ----------------------------------------------------------------- | ------------------------------------------------ |
| 1.ª                   | Marcel Kittel         | Marcel Kittel                       | Michał Gołaś                                  | Marcel Kittel                                  | Adrian Kurek                                                      | Quick Step                                       |
| 2.ª                   | Marcel Kittel         | Marcel Kittel                       | Bartlomiej Matysiak                           | Marcel Kittel                                  | Adrian Kurek                                                      | Quick Step                                       |
| 3.ª                   | Marcel Kittel         | Marcel Kittel                       | Bartlomiej Matysiak                           | Marcel Kittel                                  | Adrian Kurek                                                      | Quick Step                                       |
| 4.ª                   | Peter Sagan           | Peter Sagan                         | Bartlomiej Matysiak                           | Romain Feillu                                  | Adrian Kurek                                                      | Vacansoleil-DCM                                  |
| 5.ª                   | Peter Sagan           | Peter Sagan                         | Ruslan Pidgornyy                              | Romain Feillu                                  | Adrian Kurek                                                      | Vacansoleil-DCM                                  |
| 6.ª                   | Daniel Martin         | Daniel Martin                       | Michał Gołaś                                  | Peter Sagan                                    | Adrian Kurek                                                      | Vacansoleil-DCM                                  |
| 7.ª                   | Marcel Kittel         | Peter Sagan                         | Michał Gołaś                                  | Peter Sagan                                    | Adrian Kurek                                                      | Vacansoleil-DCM                                  |
| Classificações finais | Classificações finais | Peter Sagan                         | Michał Gołaś                                  | Peter Sagan                                    | Adrian Kurek                                                      | Vacansoleil-DCM                                  |